# 所需导航性能

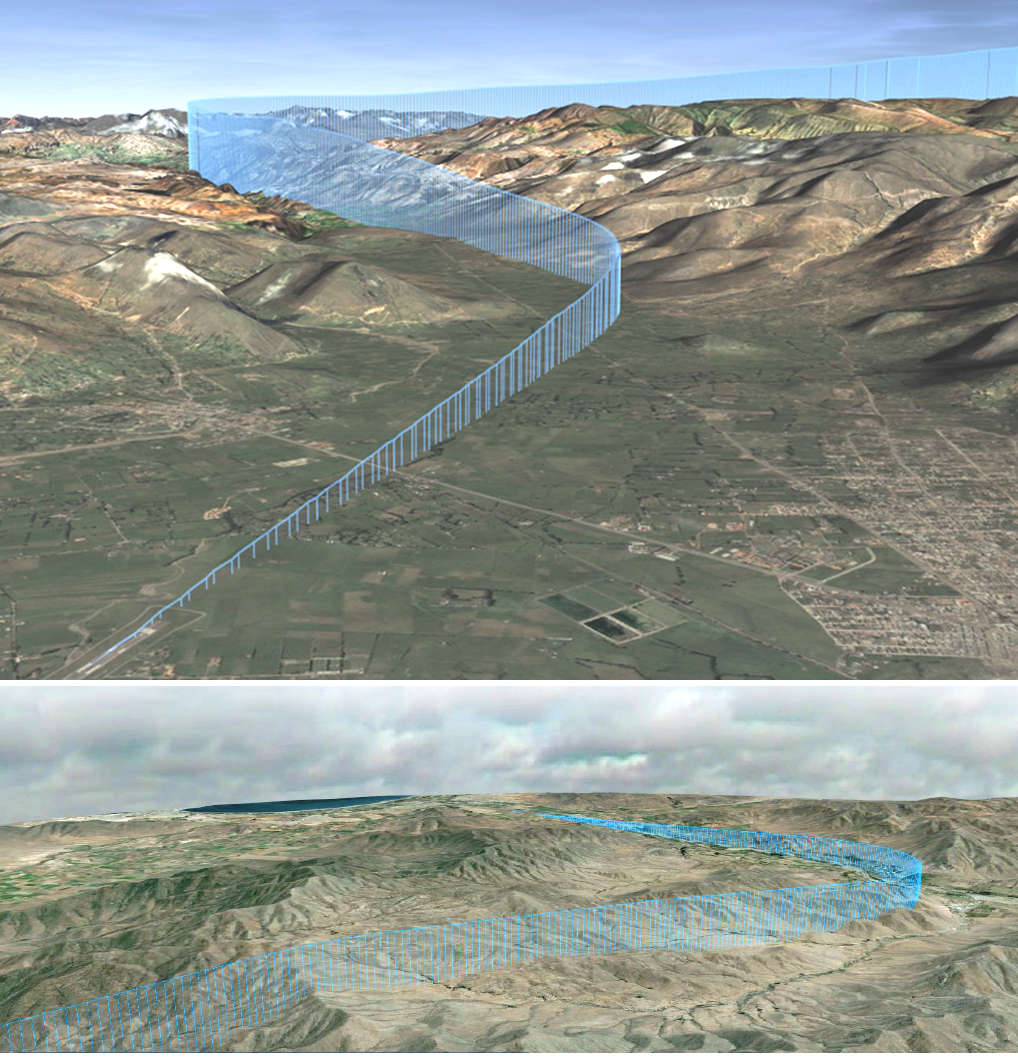
秘鲁卡哈馬卡机场（上）和智利拉塞雷纳机场（下）RNP-AR进近程序3D路径示意图

所需导航性能（英語：Required Navigation Performance，RNP）是一种基于性能的导航（PBN），其使得航空器能够以特定的路径飞过两个三维空间上的点。RNP和同为性能基导航的RNAV(区域导航)的区别在于，RNP要求飞机有机载监视和告警系统，而RNAV没有这个要求。